# Zlaté opojení

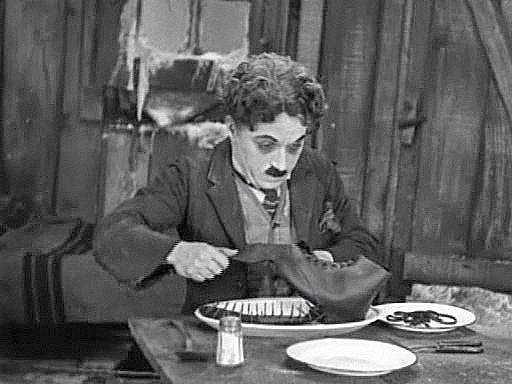
Scéna v níž Chaplin jí svou botu

Zlaté opojení (anglicky The Gold Rush) je americký černobílý, němý film z roku 1925, režírovaný Charlie Chaplinem. Chaplin také film produkoval, napsal scénář a ztvárnil hlavní roli, byl jedním z prvních filmů, které tento talentovaný umělec později oživil přidáním zvuku.
Nápad na tento film dostal Chaplin, když si prohlížel obrázky Zlaté horečky na Klondiku z roku 1896. Ve stejném čase i náhodou přečetl knihu o imigrantech, které sníh uvěznil v Sierre Nevadě a tak jim nezbývalo než sníst své boty nebo mrtvoly svých přátel. Chaplin, který věřil, že tragédie a komično nemají daleko od sebe, se rozhodl spojit tyto příběhy deprivace a hororu v komedii. Rozhodl se, že jeho známá postava tuláka by se měla stát zlatokopem, který se připojí k odvážným optimistou rozhodnutým čelit všem nástrahám spojeným s hledáním zlata jako jsou nemoci, hlad, samota, či možnost, že je může kdykoli napadnout grizzly. Ve filmu jsou scény jako Chaplin uvaří a sní svou botu, nebo jak jej jeho vyhladovělý přítel Big Jim vidí jako kuře.
Původně měla hlavní ženskou postavu ztvárnit Lita Grey. Lita však otěhotněla a po sňatku s Chaplinem ji ve filmu nahradila Georgia Hale.
I přesto, že Chaplin byl známý svou proměnlivou náklonností k vlastní tvorbě, na sklonku svého života často prohlašoval, že by si přál, aby právě film „Zlaté opojení“ byl tím, na který by všichni nejvíce vzpomínali.